# تپه پیرانبار
تپه پیر انبار مربوط به دوره اشکانیان - سده‌های اولیه، میانه و متاخر دوران‌های تاریخی پس از اسلام است و در شهرستان کبودرآهنگ، بخش مرکزی، دهستان سرداران، جنوب شرقی روستای پیرانبار واقع شده و این اثر در تاریخ ۷ اسفند ۱۳۸۶ با شمارهٔ ثبت ۲۱۶۰۳ به‌عنوان یکی از آثار ملی ایران به ثبت رسیده است.